# 小掛雄太
小掛 雄太（こがけ ゆうた）は、NHKのアナウンサー。

## 人物
東京都出身。早稲田実業高等学校、早稲田大学卒業後の2021年、NHKに入局した。

## 嗜好・挿話
- 高校・大学と野球部に所属しており[3]、早稲田実業時代の1年後輩には清宮幸太郎がいた[4]。大学の同期には早川隆久がいる[5]。
- 2023年5月16日にいわて盛岡ボールパークのNPB初開催となった東北楽天ゴールデンイーグルス対福岡ソフトバンクホークス戦のBSの中継に地元局を代表し場内のリポートを務めた[5]。この試合で早川が先発し勝利投手となり、実況の小野卓哉より感想を求められる場面もあった[5]。
- テレビの初仕事（いわゆる、初鳴き）となったのは、2021年6月15日の『NHKニュース』（12:15からの、岩手ローカルニュース）であった。その後13:05に全国放送された『列島ニュース』で、盛岡放送局のニュースが当日の放送対象となったため、偶然ではあるが同時に全国放送も同日に果たすこととなった[6]。

## 現在の担当番組
- いば6（キャスター：2025年4月7日 - ）（須藤健吾と隔週で担当）
- 各種スポーツ中継
- 茨城のニュース、中継など

## 過去の担当番組
盛岡放送局時代（2021年度 - 2024年度）
- どーも、NHK（2021年6月13日・新人お披露目）
- 第74回秋の高校野球岩手県大会（2021年9月20日・実況）
- NHKジャーナル（2022年6月6日）
- うまいッ!『幸せな牛が生み出す 極上のおいしさ! グラスフェッドミルク』（2022年12月12日）
- Iwateen（2023年4月 - 2024年3月）
- おばんですいわて
  - キャスター：（2024年3月25日 - 2025年3月21日）[注釈 1]
  - 菅谷鈴夏のキャスター代行：（2023年8月25日）
- 各種スポーツ中継
- 岩手のニュース、中継など

水戸放送局時代（2025年度 - ）